# Kecamatan Bontosikuyu
Kecamatan Bontosikuyu är ett distrikt i Indonesien.   Det ligger i provinsen Sulawesi Selatan, i den centrala delen av landet, 1 500 km öster om huvudstaden Jakarta. Kecamatan Bontosikuyu ligger på ön Pulau Selayar.